# Dana Syslová
Dana Syslová (* 11. listopadu 1945 Praha), vlastním jménem Daniela Hašková, je česká divadelní, filmová a televizní herečka, dabérka  a moderátorka. Jejím manželem byl herec Vlastimil Hašek (1928–1992).
Během své kariéry se věnovala nejen divadlu, ale natočila mnoho filmů a ztvárnila desítky seriálových rolí. Vystudovala herectví na DAMU a již během studia začala hrát v televizi, divadle i ve filmu. V sedmdesátých letech 20. století se soustředila hlavně na divadlo. V televizi hrála nejvíc v osmdesátých a devadesátých letech. Kromě divadla, filmu a televize se výrazně angažovala také v rozhlase a v dabingu. V roce 2014 obdržela Cenu Františka Filipovského za celoživotní mistrovství v dabingu.
V osobním životě zažívala velmi těžká období, musela se vyrovnat se smrtí manžela a sebevraždou syna v roce 1992 a v roce 2006 podstoupila léčbu rakoviny.

## Mládí a studia
Dana Syslová se narodila 11. listopadu 1945 v Praze. Rodiče se seznámili v Německu, kam byla její matka za války totálně nasazena. Otec byl francouzský válečný zajatec. Po válce se jejich cesty rozešly a každý se vrátil do své vlasti. Dana tak svého otce nikdy nepoznala a domnívala se, že je mrtvý. Dětství prožila na venkově u babičky. Matka pracovala jako knihovnice a probudila v Daně zálibu ve čtení. V době dospívání nicméně zcela propadla divadlu a proto vystudovala herectví na DAMU.

## Profesní život
Po absolutoriu DAMU působila v letech 1965–1993 v Městských divadlech pražských (MDP), poté hostovala na různých pražských scénách,  mimo jiné též v Divadle na Jezerce (Kaviár nebo čočka, Lásky paní Katty), Činoherním klubu (Lakomec, S vyloučením veřejnosti, Vlk), Divadle v Celetné, v Ungeltu a Divadelním spolku Háta. Následně hrála v divadlech Rokoko a ABC, které jsou součástí Městských divadel pražských. Ve svém repertoáru střídala komedie a drama, klasický i moderní žánr, za zmínku stojí divadelní inscenace Urfaust, Před západem slunce, Obrácení Ferdyše Pištory, Generální zázrak nebo Lištičky, za něž byla nominována na Cenu Thálie.
První televizní roli získala Syslová jako studentka 2. ročníku DAMU, kdy jí režisér Antonín Moskalyk obsadil do inscenace Metelice. Před ukončením DAMU začala hrát také v divadle a ve filmu. Nevelkou roli studentky si zahrála ve filmu Dům v Kaprové ulici (1963), v komedii Délka polibku devadesát (1965) vytvořila pár s Oldřichem Vlachem, menší roli židovské dívky Lindy si pak zahrála ve snímku Dita Saxová (1967). Během sedmdesátých let 20. století se soustředila nejvíc na práci v divadle a příležitostně se objevila také v televizi. K práci ve filmu se vrátila rolí architektky Šmídové ve snímku Nevěsta k zulíbání (1980) a zdravotní sestru si zahrála v komedii Všichni musí být v pyžamu (1984).
V osmdesátých letech hrála Syslová v mnoha televizních filmech, pohádkách, inscenacích a seriálech, nejčastěji role manželek a maminek, například ve filmech Zahrada dětí (1982), Bota jménem Melichar (1983), My holky z městečka (1985) nebo v seriálu Létající Čestmír (1983). Výraznou příležitost dostala v životopisné inscenaci Jako listy jednoho stromu (1981), kde hrála Boženu Němcovou.
Také během devadesátých let hrála nejvíc v televizi, ve filmu se objevila jen výjimečně (Čarodějky z předměstí, 1991). V posledních letech pracovala pro komerční televize – Ordinace v růžové zahradě (2005), Soukromé pasti (2008), Sestřičky Modrý kód (2020–2021) nebo Eliška a Damián (2023). Na filmovém plátně se objevila opět v roli matky hlavního hrdiny ve snímku Hodinu nevíš (2008).
Dne 1. října 2021, kdy byla spuštěna nová rozhlasová stanice Český rozhlas Pohoda, zaměřená na věkovou skupinu 75 let a starších, se Syslová stala její tváří spolu s kolegou Tomášem Töpferem.

### Dabing
Dana Syslová dabovala některé známé světové herečky, například Susan Sarandonovou a Helen Mirrenovou, zřídkavěji Meryl Streepovou a po smrti Věry Galatíkové i Annie Girardotovou, ale namluvila i Diane Keatonovou, Vanessu Redgraveovou nebo Liz Taylorovou. Cenu Františka Filipovského obdržela v roce 2006 za dabing inspektorky Jane Tennisonové v seriálu Hlavní podezřelý a v roce 2014 za celoživotní mistrovství v dabingu.

## Osobní život
Po absolutoriu DAMU nastoupila do pražského Divadle Komedie, kde se seznámila s o 18 let starším Vlastimilem Haškem, za něhož se později provdala.  Měli spolu dva syny Jiřího a Daniela. Manžel měl nemocné srdce, prodělal dva menší infarkty a na třetí v roce 1992 doma zemřel. Syn Jiří, který trpěl depresemi, se v témže roce oběsil. V roce 2006 Syslové diagnostikovali rakovinu, podstoupila operaci a chemoterapie.
Celý život zůstala vášnivou čtenářkou a ráda cestuje.

## Vybrané divadelní role
- 1970 Jean Anouilh: Eurydika, titul. role, Komorní divadlo, režie Ladislav Vymětal
- 1976 J. W. Goethe: Urfaust, Markétka, MDP, režie František Miška
- 2005 Brian Friel: Lásky paní Katty, Alice – Harryho žena (alternace s Veronikou Jeníkovou a Simonou Stašovou), Divadlo Na Jezerce, režie Vladimír Strnisko
- 2007 Peter Nichols: Hra vášní, Eleonor, Rokoko, režie Lída Engelová
- 2008 Edward Albee: Všechno na zahradě, Paní Tootheová, ABC, režie Petr Svojtka
- 2009 Shelagh Stephensonová: Vzpomínky na vodě, Teresa, Rokoko, režie Lída Engelová
- 2010 Samuel Adamson podle Pedra Almodóvara: Vše o mé matce, Huma Rojo, ABC, režie Peter Gábor
- 2010 Gabriel Dagan: Vražda jako poznaná nutnost, Paní Guterová, Rokoko, režie Ondřej Zajíc
- 2010 John Misto: Sonáta pro lžíci, Sheila, Divadlo Bez zábradlí, režie Kateřina Iváková
- 2012 Kate Atkinsonová: Ostatní světy, Enid, ABC, režie Radovan Lipus
- 2013 Vittorio Franceschi: Úsměv Dafné, Róza (alternace s Jitkou Smutnou), Rokoko, režie Viktorie Čermáková
- Bengt Ahlfors: Divadelní komedie, Linda – herečka (alternace se Zdenou Herfortovou), Divadlo Palace, režie Petr Hruška
- Lawrence Roman: Dohazovač, Grace Millsová, Divadlo Palace, režie Petr Hruška

## Filmografie, výběr
- 1963 Dům v Kaprové ulici
- 1965 Délka polibku devadesát
- 1967 Dita Saxová
- 1980 Nevěsta k zulíbání
- 1983 Bota jménem Melichar
- 1984 Všichni musí být v pyžamu
- 1991 Čarodějky z předměstí
- 2008 Hodinu nevíš
- 2009 Poste restante
- 2017 Špunti na vodě
- 2019 Poslední aristokratka

## Rozhlas
- 1991 – George Orwell: 1984. Devítidílný rozhlasový seriál, režie: Karel Weinlich, hráli: průvodce (Luděk Munzar), Winston Smith (Jiří Ornest), O'Brien (Boris Rösner), Charrington (Jaroslav Konečný), Julie (Veronika Freimanová), Goldstein (Josef Červinka), Velký bratr (Rudolf Hrušínský), Parsonsová (Dana Syslová), výhrůžný hlas (Ladislav Brotánek), domovnice (Ludmila Roubíková), kluk (Petr Hotmar), holka (Eliška Pohorská), spíkr I. (Bohumil Švarc), spíkr II. (Dagmar Dvořáčková), pozorovatelka (Ilona Jirotková), žena (Zuzana Davidová) a hlas (Vladimír Fišer).[10]
- 1991 Guy de Maupassant: Slečna Perla, povídka, četli:Ladislav Frej, Zdeněk Dolanský, Dana Syslová a Ilja Racek. Překlad: Břetislav Šorm; režie: Markéta Jahodová
- 1998 Oscar Wilde: Bezvýznamná žena, překlad: Jiří Zdeněk Novák, rozhlasová úprava: Josef Hlavnička, dramaturgie: Jarmila Konrádová, režie: Markéta Jahodová. Hráli: Lord Illingworth (Viktor Preiss), Sir John Pontecraft (Svatopluk Beneš), Pan Ketlick, poslanec (Petr Kostka), Gerald Arbuthnot (Pavel Chalupa), Lady Hunstantonová (Viola Zinková), Lady Karolína Pontecraftová (Jaroslava Adamová), Paní Allonbyová (Gabriela Vránová), Slečna Ester Worsleyová (Petra Špalková), Paní Arbuthnotová (Dana Syslová), vypravěč (Josef Červinka), Francis, sluha (Tomáš Racek) a Alice, komorná (Jana Zímová)[11]
- 1998 Carey Harrison: To by se psychiatrovi stát nemělo, překlad: Josef Červinka, hráli: Vladimír Brabec, Jiří Lábus, Jaroslav Kepka, Dana Syslová a Josef Červinka, Český rozhlas.[12]
- 1999 Eugene O'Neill: Tak trochu básník, překlad: Břetislav Hodek, rozhlasová úprava: Marie Říhová, dramaturgie: Jiří Hubička, režie: Lída Engelová. Osoby a obsazení: Cornelius Melody (Alois Švehlík), Nora (Dana Syslová), Sára (Lenka Krobotová), Mickey Maloy (Pavel Kříž), Jamie Gregan (Svatopluk Skopal), Deborah Harfordová (Jana Preissová), O´Dowd (Zdeněk Maryška), Dan Rocha (Jan Szymik) a Nicholas Gadsby (Jaromír Meduna), natočeno v Českém rozhlasu v roce 1999.[13]

## Audioknihy
- 2017 Kniha Vzpomínek (Rowan Coleman) vydala Audiotéka